# Vjekoslav Lokica
Vjekoslav Lokica (* 19. September 1965 in Split, SFR Jugoslawien) ist ein ehemaliger kroatischer Fußballspieler und -trainer.
Vjekoslav Lokica war mit der kroatischen Basketballspielerin Žana Lelas (1970–2021) verheiratet.